# テオドロス1世コムネノス・ドゥーカス
テオドロス1世コムネノス・ドゥーカス（Θεόδωρος Κομνηνός Δούκας, Theodoros Komnenos Doukas, ? - 1253年頃）は、エピロス専制侯国の第2代専制公（在位：1215年 - 1230年、皇帝としては1224年 - 1230年）。初代専制公・ミカエル1世コムネノス・ドゥーカスの弟。父系ではアンゲロス（Άγγελος, Angelos）であるが実際にはその名前を使用していない。

## 生涯
1215年、兄のミカエル1世が暗殺されたため、後を継いだ。テオドロス1世は勇猛果敢な軍人君主で、積極的なエピロス専制侯国の勢力拡大を推し進めた。
即位の翌年、第2代ラテン帝国皇帝アンリ1世が死去して帝国が衰退すると、テオドロス1世はすかさずテッサロニキ王国に侵攻し、1224年までに王国を滅ぼした。この結果、エピロス専制侯国はエピロスからテッサリア、マケドニアに及ぶ大領土を支配するようになったのである。そして、この拡大した勢力を背景としてテッサロニキにて公然と皇帝を称したのである。このため、この時期の専制侯国は「テッサロニキ帝国」とも呼ばれているのである。この頃が、エピロス専制侯国の最盛期であった。
1217年にはアンリ1世の後を継いだラテン皇帝ピエール2世・ド・クルトネーをアルバニアの山中にて捕縛し、1225年にはアドリアノープルを占領するなど、コンスタンティノポリス奪還と東ローマ帝国復活に向けて順調に勢力を拡大していった。しかし、時のブルガリア帝国皇帝イヴァン・アセン2世もコンスタンティノポリス征服を目指していたため、両者の関係は険悪なものとなった。1230年、テオドロスは8万の軍勢を率いてブルガリア遠征に乗り出すがクロコトニツァの戦いで8万人が全滅するという壊滅的な敗北を喫し、自身は捕虜となってしまった。エピロスの支配権は弟マヌエルが引き継ぐがブルガリアの優位は決定的なものとなった。
テオドロスはブルガリアにて虜囚生活を余儀なくされたが、イヴァン・アセン2世の皇后の死去に伴い、娘のエイレーネーを彼と結婚させる条件で釈放された（1237年）。彼は帰国後直ちに弟のマヌエルを追放し、息子のヨハネスを支配の座につけた。しかしテオドロスはニカイア帝国との対抗上、間もなくマヌエルやコンスタンティノスと和解し、更にラテン帝国などとも同盟を結んだ。
しかしこれらの権力闘争の結果、エピロス専制侯国の一体性は失われた。マヌエルはテッサリアにて独立を維持し、ミカエル1世の庶子でテオドロスにとっては甥にあたるミカエル2世アンゲロス・コムネノスがエピロスを拠点として事実上の独立を果たした。こうした分裂傾向はエピロス専制侯国の勢力と威信を著しく弱める結果をもたらした。
テオドロスは後にニカイア帝国に捕らえられ、虜囚生活の内に1253年頃死去した。